# Cyperus maranguensis
Cyperus maranguensis är en halvgräsart som beskrevs av Karl Moritz Schumann. Cyperus maranguensis ingår i släktet papyrusar, och familjen halvgräs. Inga underarter finns listade i Catalogue of Life.